# Parafia św. Stanisława Biskupa w Czarnej Sędziszowskiej
Parafia św. Stanisława Biskupa w Czarnej Sędziszowskiej – parafia rzymskokatolicka znajdująca się w diecezji rzeszowskiej w dekanacie Sędziszów Małopolski. Erygowana w 1606 roku.